# Litoria biakensis
Litoria biakensis es una especie de anfibio anuro de la familia Pelodryadidae.

## Distribución geográfica
Esta especie es endémica del oeste de Nueva Guinea en Indonesia. Habita en la isla de Biak, a 120 km de la costa noroeste de Nueva Guinea en la provincia de Papua.

## Etimología
El nombre de su especie, que consta de biak y el sufijo latín -ensis, significa "que vive adentro, que habita", y le fue dado en referencia al lugar de su descubrimiento, la isla de Biak.

## Publicación original
- Günther, 2006 : A new species of treefrog of the genus Litoria (Anura,Hylidae) from Biak Island off northwest New Guinea. Salamandra, vol. 42, p. 117-128.[5]